# Рибићи
Рибићи су насељено место у Босни и Херцеговини у општини Коњиц у Херцеговачко-неретванском кантону које административно припада Федерацији Босне и Херцеговине. Према попису становништва из 1991. у насељу је живјело 550 становника.

## Географија
Рибићи се налазе уз леву обалу реке Неретве, ниже Коњица.
На брегу званом Град, налази се утврђење у облику правилног правоугаоника. Према археплошким налазима, утврђење је саграђено у римско доба, па је уз мању преградњу послужило као замак и у средњем веку. У подножју града откривена је већа количина босанског новца из XIV века.

## Историја
Рибићи су значајни због проналаска средњовјековног новца Босне, који је пронађен у близини насеља. На један километар од утврђења 1904. је пронађен земљани врч са 1422 комада сребрног новца босанских владара Твртка II и Стефана Томаша. Од тога је 1266 примјерака смјештено у Земаљски музеј Босне и Херцеговине у Сарајеву. На 100-200 метара ближе утврђењу 1983. пронађен је мањи земљани лонац пун сребрењака истих босанских владара, а 1368 примјерака је смјештено у исти музеј. У оставама су били грошеви, динари и полудинари. На аверсима су краљев наслов и лични грб, рјеђе грб државе, а на реверсу лик заштитника Босне Светог Григорија Назијанског .

## Становништво
По последњем службеном попису становништва из 1991. године, у насељу Рибићи живело је 550 становника. Становници су претежно били Муслимани.
| Националност       | 1971. | 1981. | 1991.        |
| Муслимани          |       |       | 543 (98,73%) |
| Југословени        |       |       | 4 (0,73%)    |
| остали и непознато |       |       | 3 (0,54%)    |
| Укупно             |       |       | 550          |